# Heraklion (schip, 1949)
Het SS Heraklion (Grieks: Ηράκλειον) was een Griekse veerboot die voer op de lijn Piraeus - Chania en Piraeus - Heraklion in 1965 en 1966. Het schip kapseisde en zonk op 8 december 1966 in de Egeïsche Zee, waarbij meer dan 200 mensen omkwamen.

## Over het schip
De Heraklion was gebouwd als de Leicestershire door de Fairfield Shipbuilding and Engineering Company te Glasgow in 1949 voor de reder Bibby Line ten behoeve van de Engeland-Birma-route. Het schip, als vrachtschip gebouwd, werd voortgedreven door een stoomturbine. British India Line charterde het schip hierna enige tijd voor de Londen-Oost-Afrika-route. De reder Aegean Steam Navigation Company kocht het schip in 1964 voor de Typaldos Line, doopte het om tot Heraklion en bouwde het om tot veerboot.
Het schip was 152 meter lang en 18 meter breed, had 8.922 ton waterverplaatsing, had een enkele schroef en kon 17 knopen varen.

## De scheepsramp
Het schip voer op 7 december 1966 onder extreem slechte weersomstandigheden met windkracht 9 om 22:00 uur met twee uur vertraging de haven van Souda, Kreta uit met als bestemming Piraeus. Tegenwoordig is het verboden uit te varen met windkracht 8 of hoger voor schepen met passagiers aan boord, maar toentertijd besliste de kapitein over al dan niet uitvaren, meestal onder druk van de reder. De twee uur durende vertraging werd veroorzaakt door problemen met het aan boord brengen van een koelvrachtwagen, geladen met 5 ton sinaasappelen, die ook de oorzaak van de ramp was.
Halverwege de reis ter hoogte van het eilandje Falkonera begon de vrachtwagen, die niet of niet goed gezekerd was, te rollen, ramde de laaddeur uit het schip en sloeg overboord. Hierna stroomde het water de open laadruimte in en na 15 tot 20 minuten kapseisde het schip, waarna het zonk, volgens ooggetuigen met de boeg naar beneden.

Het SOS-signaal van de Heraklion werd om 2:06 uur door verschillende stations en schepen in de Egeïsche Zee opgevangen. Deze noodoproep luidde: SOS, van de Heraklion, onze positie is 36 ° 52 'B., 24 ° 08 A., Help ons!

Van de 73 bemanningsleden en 191 passagiers zijn slechts 46 mensen gered: 16 bemanningsleden en 30 passagiers. Waarschijnlijk zijn 217 mensen omgekomen, maar het exacte getal is niet bekend omdat het gebruikelijk was om zonder vervoerbewijs aan boord te komen en dit aan boord te kopen. Onder de slachtoffers was Michael Robert Hall King, een kleinkind van Robert Baden-Powell. Het lichaam van de kapitein, Emmanuel Vernikos, werd niet teruggevonden, hoewel hij volgens ooggetuigen met een reddingsvest aan overboord was gesprongen.

## De nasleep van de ramp
Na de ramp heeft de Griekse overheid een onderzoek ingesteld naar de oorzaak van de ramp. De reder Typaldos Lines werd op vele punten schuldig bevonden en is aangeklaagd wegens doodslag en valsheid in geschrifte. De eigenaar van het schip en de algemeen directeur werden beiden in 1968 tot een gevangenisstraf veroordeeld. Twaalf van de vijftien schepen van de reder bleken niet aan de internationale eisen te voldoen. Alle schepen zijn verkocht behalve het SS Hellas (1934) en het SS Athinai (1932), waar geen koper voor te vinden was en die na 20 jaar gesloopt zijn. Doordat er vele verwijtbare fouten waren gemaakt door de reder brak er een protest uit op Kreta, dat resulteerde in het oprichten van de ANEK Lines.
In de haven Chania is het monument De Hand opgericht ter nagedachtenis aan de slachtoffers.